# Szlomo Berliński
Szlomo Berliński (ur. 1894 w Kielcach, zm. 1962 w Tel Awiwie) – żydowski prozaik i poeta urodzony w Polsce, tworzący w języku jidysz.

## Życiorys
Urodził się w Kielcach w rodzinie robotniczej. We wczesnej młodości przybył do Łodzi. Żył w trudnych warunkach materialnych, pracował przy ręcznym wyrobie czapek. Mieszkał na Bałutach, przy Bałuckim Rynku 12.
Po wybuchu II wojny światowej i wkroczeniu Niemców do Łodzi uciekł do Białegostoku, znajdującego się pod okupacją radziecką. Wkrótce zaczął publikować w sowieckich czasopismach literackich (w języku jidysz), a oficjalne wydawnictwo „Emes” wydało zbiór jego poezji.
Po inwazji Niemiec na ZSRR w 1941 roku ewakuował się do Azji Środkowej, gdzie przeżył wojnę.
W 1945 roku wrócił do Łodzi i nadal publikował swoje utwory na łamach nowo powstałej po wojnie prasy żydowskiej, jednak jeszcze w tym samym roku przekroczył nielegalnie granicę niemiecką i dotarł do amerykańskiej strefy okupacyjnej. Żył w obozach dla uchodźców. Pisał, a nawet wydawał tomiki poezji. W 1950 przybył do Izraela. Tam opublikował swoje wspomnienia w języku hebrajskim.
Zmarł w Tel Awiwie w 1964 roku.

## Twórczość
Tworzył w języku jidysz. „Pod koniec XIX w. przeważająca część zamieszkałych w Łodzi Żydów mówiła językiem jidysz, zaś osobliwością owych czasów było, iż większość członków łódzkiej społeczności żydowskiej nie znała języka polskiego, ba, nie wychodziła poza obszar tradycyjnie zasiedlony przez Żydów – Stare Miasto” […] „Z każdym rokiem wzrastało zapotrzebowanie na tanią i pożyteczną książkę w jidysz”.
Pierwsze jego nowele, wydrukowane w łódzkich dziennikach w języku jidysz, miały doskonałe recenzje i spopularyzowały jego nazwisko w żydowskich kołach literackich Łodzi. W swoich utworach nie eksponował szczególnie lewicowych poglądów. Z biegiem czasu drukował także w warszawskich dziennikach „Hajnt” i „Unzer Ekspres”.
Jego sława dotarła do słynnego w świecie pisarza żydowskiego Szaloma Asza, który odwiedził młodego pisarza w jego mieszkaniu na Bałutach. Asz, wzruszony jego niewydanymi utworami, przekazał mu pieniądze na pokrycie kosztów wydania książki. Tom poezji pod tytułem Cwiszn cwaj gasn (Między dwiema ulicami) został szybko wykupiony, co skłoniło wydawcę do druku drugiego wydania.